# Benjamin Kitter
Benjamin Kitter (* 25. April 1975 in Kopenhagen) ist ein dänischer Schauspieler und Synchronsprecher.

## Leben
Benjamin Kitter ist der Sohn des ehemaligen Kinderdarstellers Bjarne Kitter und Enkel des Schauspielers Peter Kitter. Er absolvierte 2005 erfolgreich sein Schauspielstudium an der Statens Teaterskol und wurde anschließend bis 2007 festes Ensemblemitglied am Det Kongelige Teater. Seitdem trat er wiederholt in renommierten Theaterstücken auf, wobei er als freier Schauspieler keinem Theater feste angehört.
Auf der Leinwand war er während dieser Zeit bereits vereinzelt zu sehen. Neben Kurz- und Spielfilmen verkörperte Kitter kleinere Nebenrollen auch in Fernsehserien. So spielte er bis Ende der 2010er Jahre in Produktionen wie Der Pakt, Rita und Erlösung mit. Für seine Darstellung des Ivan Salomon im Historiendrama Per im Glück wurde Kitter 2019 als Bester Nebendarsteller für einen Robert nominiert.
Als Synchronsprecher ist Kitter in Dänemark als Stimme für Iron Man in den Zeichentrickserien Der ultimative Spider-Man, Marvel's Avengers Assemble und Hulk and the Agents of S.M.A.S.H. bekannt. Außerdem lieh er seine Stimme der Figur des Esteban Ramírez in Hotel Zack & Cody.

## Filmografie
- 2009: Der Pakt (Pagten, Fernsehserie, eine Folge)
- 2013: Rita (Fernsehserie, zwei Folgen)
- 2016: Erlösung (Flaskepost fra P)
- 2016: Helden am Herd (Bankerot, Fernsehserie, eine Folge)
- 2016: Tordenskjold & Kold
- 2017: Den bedste mand
- 2018: Ditte & Louise
- 2018: Happy Ending – 70 ist das neue 70 (Happy Ending)
- 2018: Krieger (Kriger, Fernsehserie, drei Folgen)
- 2018: Per im Glück (Lykke-Per)
- 2020: Die Schwesternschule (Sygeplejeskolen, Fernsehserie, eine Folge)
- 2020: Wenn die Stille einkehrt (Når støvet har lagt sig, Fernsehserie, eine Folge)
- 2020: Wildland (Kød & Blod)
- 2022: Liebe für Erwachsene (Kærlighed for voksne)